# Hububb
Hububb è una serie televisiva per bambini trasmessa nel Regno Unito dal 1997 al 2001.
La serie racconta le avventura di Les Bubb, un ragazzo delle consegne che vive in una torre del centro di Edimburgo e che utilizza per muoversi una fidata mountain bike. Girato nella capitale scozzese, per la torre è stato utilizzato il monumento a Melville di Saint Andrew Square.